# Marshallöarna i olympiska sommarspelen 2024
Marshallöarna deltog med en trupp på fyra idrottare vid de olympiska sommarspelen 2024 i Paris som hölls mellan den 24 juli och 11 augusti 2024. Det var tionde raka sommar-OS som Marshallöarna deltog vid. Ingen av landets deltagare erövrade någon medalj.

## Friidrott
Förkortningar
- Notera– Placeringar avser endast det specifika heatet.
- Q = Tog sig vidare till nästa omgång
- q = Tog sig vidare till nästa omgång som den snabbaste förloraren eller, i teknikgrenarna, genom placering utan att nå kvalgränsen
- i.u. = Omgången fanns inte i grenen
- Bye = Idrottaren behövde inte tävla i omgången

Gång- och löpgrenar
| Idrottare    | Gren            | Inledande omgång | Inledande omgång | Heat             | Heat             | Semifinal        | Semifinal        | Final            | Final            |
| Idrottare    | Gren            | Tid              | Placering        | Tid              | Placering        | Tid              | Placering        | Tid              | Placering        |
| ------------ | --------------- | ---------------- | ---------------- | ---------------- | ---------------- | ---------------- | ---------------- | ---------------- | ---------------- |
| William Reed | Herrarnas 100 m | 11,29 0PB0       | 6                | Gick inte vidare | Gick inte vidare | Gick inte vidare | Gick inte vidare | Gick inte vidare | Gick inte vidare |

## Simning
| Idrottare      | Gren                  | Heat  | Heat      | Semifinal        | Semifinal        | Final            | Final            |
| Idrottare      | Gren                  | Tid   | Placering | Tid              | Placering        | Tid              | Placering        |
| -------------- | --------------------- | ----- | --------- | ---------------- | ---------------- | ---------------- | ---------------- |
| Phillip Kinono | Herrarnas 50 m frisim | 27,43 | 64        | Gick inte vidare | Gick inte vidare | Gick inte vidare | Gick inte vidare |
| Kayla Hepler   | Damernas 50 m frisim  | 30,33 | 62        | Gick inte vidare | Gick inte vidare | Gick inte vidare | Gick inte vidare |

## Tyngdlyftning
| Idrottare     | Gren           | Ryck     | Ryck      | Stöt     | Stöt      | Totalt | Placering |
| Idrottare     | Gren           | Resultat | Placering | Resultat | Placering | Totalt | Placering |
| ------------- | -------------- | -------- | --------- | -------- | --------- | ------ | --------- |
| Mattie Sasser | Damernas 59 kg | 94       | 12        | 115      | 10        | 209    | 10        |